# Água Castello

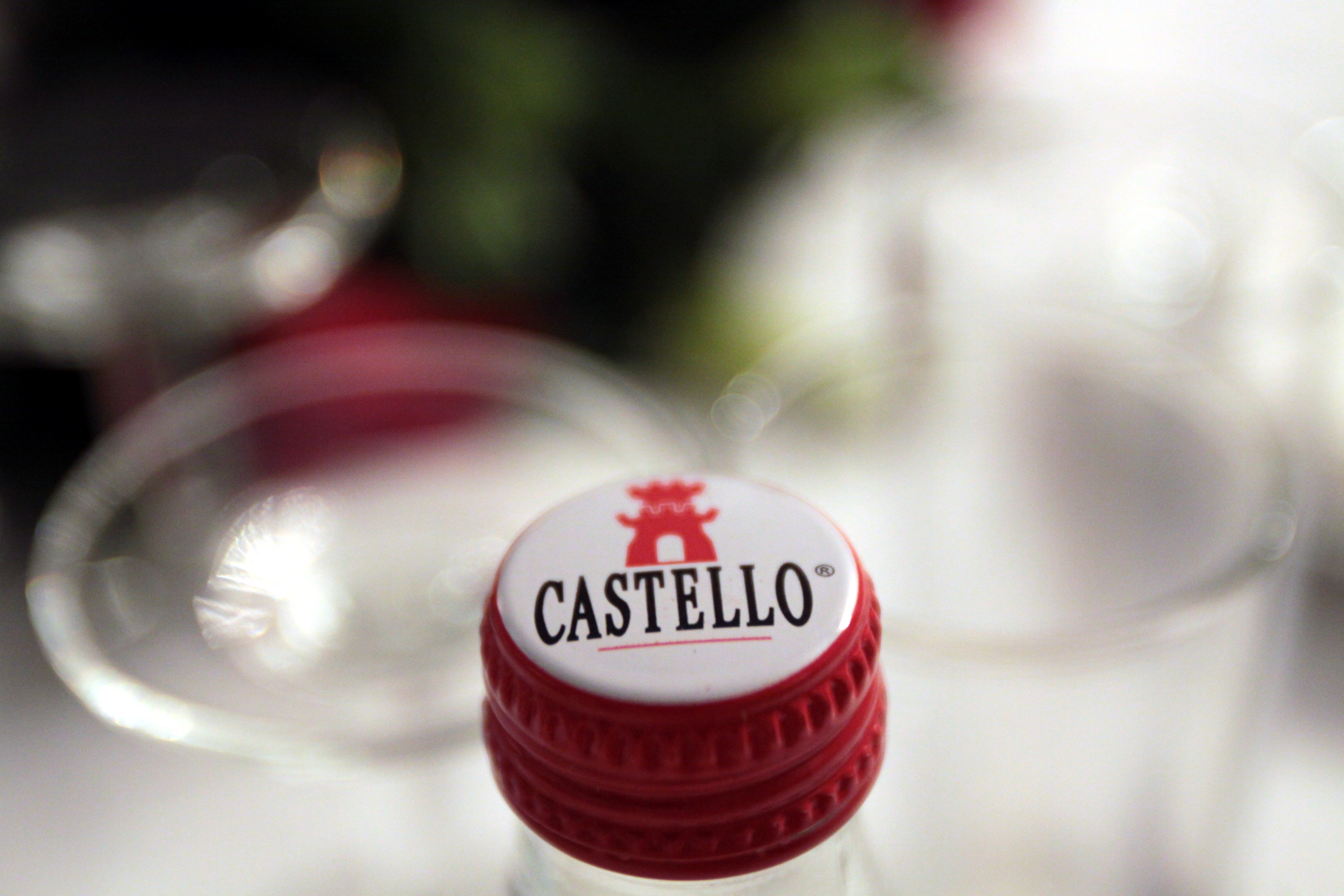
Água Castello

A Água Castello é uma das marcas portuguesas mais antigas de engarrafamento e distribuição de água mineral, fundada em 1899. Criada pela empresa Águas de Moura, tem as suas origens na região do Baixo Alentejo e é conhecida pelas sua forma de publicitação inovadora e original.
Em 2011, a empresa inaugurou o seu próprio museu, Museu da Água Castello.
A marca posiciona-se no 2º lugar a nível do mercado português quanto ao engarrafamento de água gaseificada.

## História

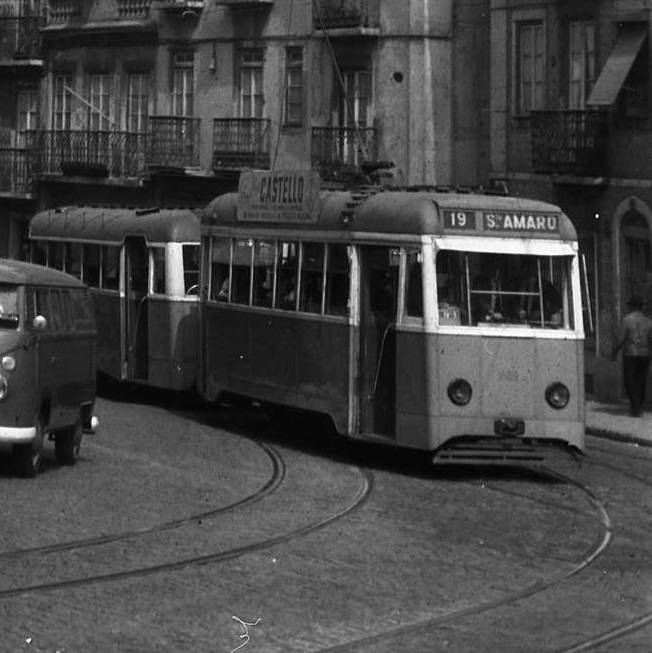
Publicidade à Água Castello em elétrico de Lisboa, 1966.

Em 1899 a marca é criada pela empresa alentejana  Águas de Moura. Logo a partir da sua fundação e ao longo do início do século XX, a marca participou em diversas exposições internacionais, que lhe conferiram reconhecimento noutros países, não só europeus mas também principalmente na América do Norte.
Muitos postais das décadas iniciais do século XX publicitam a marca Água Castello ao lado de figuras ilustrativas dos Lusíadas de Luís de Camões , de caricaturas da época e também de imagens ilustrando pessoas na praia, onde era recorrente a frase (segundo a grafia antiga): "Bebam a Agua Castello!! – A melhor e mais pura das aguas mineraes!"
É no ano de 1936 que a marca lança a sua primeira publicidade televisiva, protagonizada pelo ator António Silva. Na mesma altura, a empresa muda a sua sede para Pisões - Moura, onde hoje está localizado, celebrando os 75 anos do estabelecimento da empresa nesse local, o Museu da Água Castello.
Em agosto de 2019, a Sociedade Central de Cervejas e Bebidas adquiriu 100% do capital da Mineraqua Portugal, que detém a concessão e a marca Água Castello, a um grupo de investidores privados liderado pela Capital Criativo.

## Exportação
A marca Castello começou a exportar para os Estados Unidos da América em 1904, sendo referenciada nesse mercado como Castello Water ou Água Mineiro – Gazosa Natural.
Em 2009, lançou uma água especialmente direcionada para exportação e turistas em Portugal, incluída na categoria de “águas gourmet”, denominada Finna. O principal motor de crescimento da marca é precisamente o mercado exterior, exportando principalmente para os Estados Unidos da América (12%), Brasil, Canadá, alguns países europeus e também países africanos.

## Atualidade
A Água Castello é amplamente conhecida pelo seu slogan Não é Água, é Castello. Mais recentemente, tem lançado diversas linhas de produtos (como a Castello Bubbles) apelando ao seu consumo recorrendo a meios de publicidade mais chamativos e com o objetivo de renovar a marca centenária. Ao contrário de muitas empresas na atualidade, tem vindo a crescer, aumentando em cerca de 21% nas exportações até Maio de 2011.